# E641 (trasa europejska)
E641 – trasa europejska łącznikowa (kategorii B), biegnąca przez środkową Austrię i południowe Niemcy.
E641 zaczyna się w Wörgl, gdzie odbija od tras europejskich E45 i E60 (autostrady A12). Biegnie szlakiem: 
- austriackiej drogi federalnej nr 178 przez Sankt Johann im Tirol i Lofer do przełęczy Steinpass na granicy Austrii i Niemiec,
- niemieckiej drogi federalnej nr 21 przez Bad Reichenhall do granicy z Austrią w Salzburgu.

W Salzburgu E641 łączy się z trasami europejskimi E52, E55 i E60.
Ogólna długość trasy E641 wynosi około 105 km, z tego 35 km w Niemczech, 70 km w Austrii.